# リュケ
リュケ （Luquet）は、フランス、オクシタニー地域圏、オート＝ピレネー県のコミューン。

## 地理
リュケは他の4コミューンと同様に、周囲をピレネー＝アトランティック県に囲まれたオート＝ピレネー県の飛び地である。
気候は、約150km西に離れた大西洋の影響で温帯の海洋性気候である。ピレネー山脈と町が近接しているため、フェーン現象が起きる。たとえ通常は起こりえない場合、冬に雪が見られても発生する。
コミューンには県道807号線が通る。

## 由来
ミシェル・グロクロードとジャン＝フランソワ・ル・ナイルが編纂した『オート＝ピレネー県のコミューン地名辞典』が主な情報源となって、村の歴史的な地名の報告をしている。
- De Luqueto - ラテン語の地名。1342年にタルブのプイエ（教会に寄進された不動産の管理を行っていた聖職者）が記し、1379年にはタルブの代理人が記した。
- Luquet - 1429年、ビゴール伯のセンシエ（税金の支払いや受け取りを行っていた封建制度の官職）が記す。
- Lucquet - 18世紀後半、カッシーニ地図において

語源は、ラテン語で森や林を意味するlucusに、指小辞の-ittumが付いたものである。

## 歴史
リュケのナポレオン地籍（公平に徴税を行う目的で1800年代に作成された）の地図は、県の公文書サイトにて調べることが可能である。

## 人口統計
| 1962年 | 1968年 | 1975年 | 1982年 | 1990年 | 1999年 | 2005年 | 2015年 |
| ------ | ------ | ------ | ------ | ------ | ------ | ------ | ------ |
| 205    | 220    | 201    | 278    | 296    | 305    | 333    | 406    |

参照元:1962年から1999年までは複数コミューンに住所登録をする者の重複分を除いたもの。それ以降は当該コミューンの人口統計によるもの。1999年までEHESS/Cassini、2006年以降INSEE

## 参照
1. ↑  Michel Grosclaude et Jean-François Le Nail, Dictionnaire toponymique des communes des Hautes Pyrénées intégrant les travaux de Jacques Boisgontier, Conseil Général des Hautes Pyrénées, 2000.
2. ↑  Archives départementales des Hautes-Pyrénées : Plan cadastral de Luquet en 1818
3. ↑  http://cassini.ehess.fr/cassini/fr/html/fiche.php?select_resultat=20369
4. ↑  https://www.insee.fr/fr/statistiques/3293086?geo=COM-65292
5. ↑  http://www.insee.fr